# Kouhun
De Kouhun zijn snelle en geruisloze ongewervelde beesten van de planeet Indoumodo uit de Star Warsfilmserie.

## Uiterlijk
Een Kouhun is een kruising tussen een worm en een duizendpoot. Aan het einde van de staart zit een grote stekel om zo prooien te kunnen vergiftigen. De Kouhun kan op twee manieren zijn prooi doden, door met de stekel achter op de staart de prooi te steken en door de prooi te bijten en hem zo te vergiftigen. De steek is heel pijnlijk en niet dodelijk maar verdooft de prooi alleen maar, de beet is echter wel dodelijk maar doet minder pijn.

## In de films
De Kouhun komen alleen voor in Star Wars Episode II: Attack of the Clones.
Wanneer Zam Wesell de opdracht krijgt van Jango Fett om Padmé Amidala te doden, gebruikt zij een robot om zo twee Kouhuns in de kamer van Padmé los te laten. R2-D2 was op haar kamer achtergelaten om op te letten, maar kon de Kouhun niet vinden. Toen ze over Padmé liepen en wilden bijten merkte Obi-Wan Kenobi en Anakin Skywalker dat. Anakin kon ze net op tijd doden, voor zij Padmé hadden gedood.